# Simon Kainzwaldner
Simon Kainzwaldner (* 24. Februar 1994 in Bozen) ist ein italienischer Rennrodler.

## Karriere
Er begann für die italienische Nationalmannschaft in den verschiedenen Jugendkategorien zu konkurrieren, sowohl im Einzel als auch im Doppel, zusammen mit Florian Gruber, und nahm an der ersten Ausgabe der Olympischen Jugend-Winterspiele 2012 in Innsbruck teil. Er gewann alle drei geplanten Wettbewerbe, gewann die Goldmedaille im Doppel, wurde Zehnter im Einzel und Fünfter im Mannschaftswettbewerb. Bei den Junioren-Weltmeisterschaften gewann er eine Silbermedaille im Doppel bei Igls 2014 und zwei Medaillen bei Mannschaftswettbewerben: Gold bei Park City 2013 und Bronze bei Schönau am Königssee 2012; Zudem triumphierte er in der Saison 2013/14 im Endklassement des Junioren-Weltcups.
Auf absolutem Niveau debütierte er am 29. November 2014 in der Eröffnungsphase der Saison 2014/15 im Weltcup und belegte in Igls den fünften Platz im Doppelsitzer. Seit der Saison 2018/19 startet er gemeinsam mit Emanuel Rieder, mit dem er am 12. Januar 2020 in Altenberg im Teamrennen seinen ersten Podestplatz erreichte, während er am 26. Januar 2020 im Doppelsprint erstmals auf dem Podium stand. Sigulda beendete das Rennen auf dem zweiten Platz. In der Gesamtwertung belegte er 2020/21 als bestes Ergebnis den siebten Platz im Doppel.
Er nahm an sechs Ausgaben der Weltmeisterschaft teil und gewann insgesamt eine Silbermedaille. Im Einzelnen waren seine Ergebnisse bei den Weltmeisterschaftsprüfungen im Doppelsitzer: Vierzehnter in Sigulda 2015, Dreizehnter in Schönau am Königssee 2016, Siebzehnter in Igls 2017, Sechzehnter in Winterberg 2019, Fünfter in Sotschi 2020 und Vierter in Schönau am Königssee 2021; im Doppelsprint: Vierzehnter in Winterberg 2019, Silbermedaille in Sotschi 2020 und Siebter in Schönau am Königssee 2021; bei den Mannschaftswettbewerben: Vierter in Sotschi 2020. Außerdem gewann er dreimal die Silbermedaille in der Sonderwertung für Sportler unter 23 Jahren: in Sigulda 2015, in Schönau am Königssee 2016 und in Igls 2017.
Bei den Europameisterschaften war seine beste Platzierung der fünfte Platz im Doppelsitzer, den er in Lillehammer 2020 erreichte.